# Whistler, British Columbia
Whistler är en vintersportort i provinsen British Columbia i Kanada. Orten arrangerade samtliga skidtävlingar och bob vid Olympiska vinterspelen 2010. Orten arrangerar även paralympiska vinterspelen. Namnet Whistler betecknar en samling områden som ligger utspridda kring Whistler Mountain och Blackcomb Mountain. Bland dessa märks Function Junction, Creekside, Nordic, Alta Vista, Blueberry Hills, Village och Upper Village. Whistler är Kanadas största vintersportort med sammanlagt 216 km pister och 1 530 m fallhöjd från Whistler Mountain och 1 609 m fallhöjd från Blackcomb Mountain. Whistler ligger cirka 125 km norr om Vancouver.